# Ленг, Кристоф

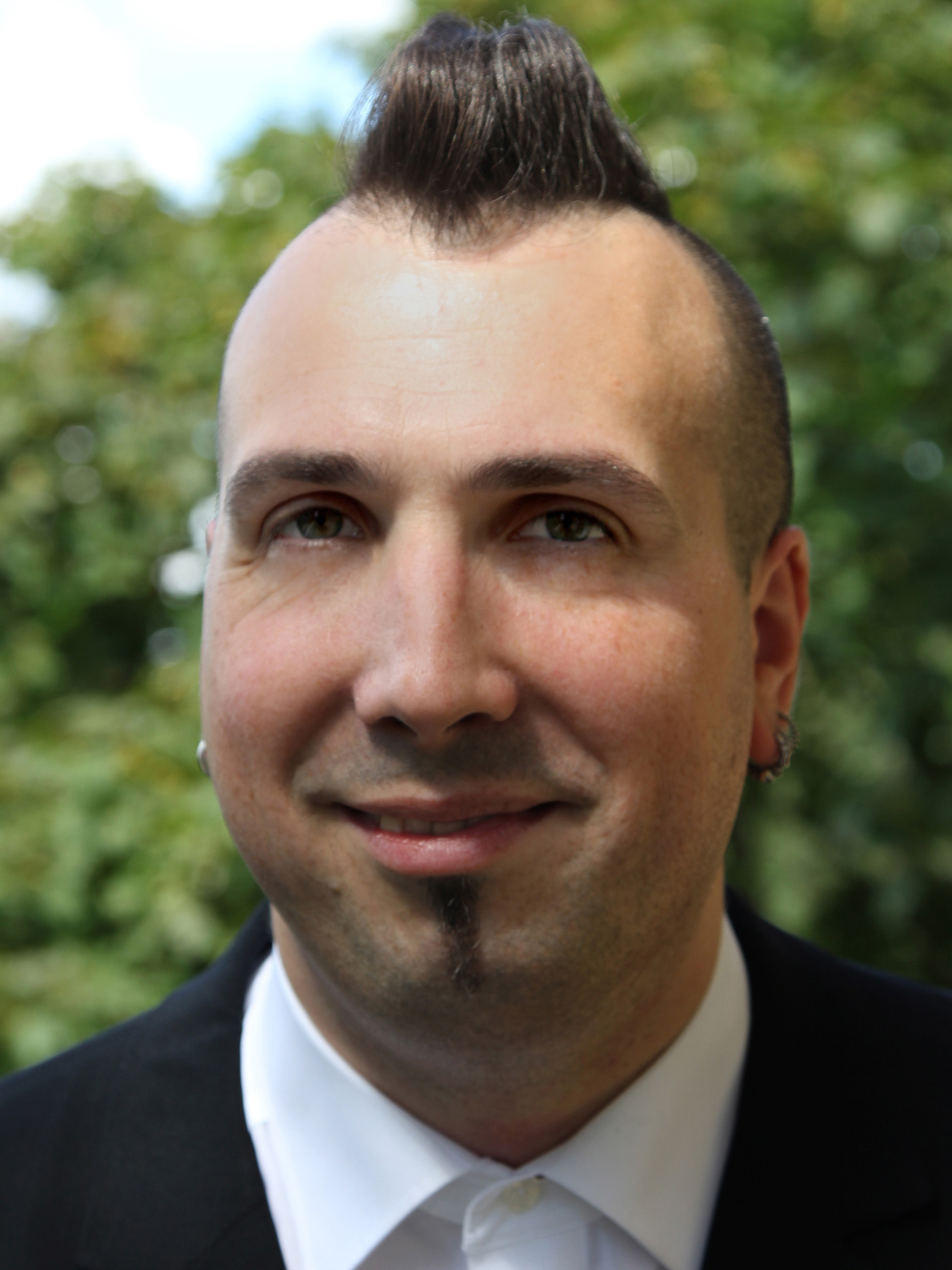
Кристоф Ленг

Кристоф Ленг (родился 14 сентября 1975 года, Фридберг) — немецкий учёный в области информатики и политик. Является одним из основателей Партии пиратов Германии, 10 сентября 2006 года стал её лидером и удерживал этот пост до мая 2007 года.
Ленг получил степень PhD в области компьютерных наук в Дармштадтском техническом университете. В настоящее время является приглашенным профессором в International Computer Science Institute в Беркли, Калифорния.
В 2012 году был избран вице-президентом Gesellschaft_für_Informatik.